# Jacque Fresco
Jacque Fresco (ur. 13 marca 1916 w Nowym Jorku, zm. 18 maja 2017 w Sebring) – amerykański futurolog, inżynier i wynalazca.

## Życiorys
Swoją wiedzę zdobył samodzielnie, po porzuceniu szkoły na rzecz własnych badań. Proponował oryginalne rozwiązania w strukturach społeczeństw, budownictwie i komunikacji. Jego humanistyczne wizje społeczeństwa przyszłości kładą nacisk na stworzenie świata bez rządów poszczególnych państw, wojen i przemocy, harmonijnie współpracującego w realizacji korzystnych dla ogólnoświatowego społeczeństwa rozwiązań.
Od lat pracował z asystentką Roxanne Meadows. Mieszkał na Florydzie.

## Publikacje
- Looking Forward (1969) z Kennethem Keyesem
- Introduction to Sociocyberneering (1977)
- Sociocyberneering Presents Cities in Transition (1978)
- Sociocyberneering Presents the Determinants of Behavior (1978)
- Structural Systems and Systems of Structure (1979)
- The Venus Project: The Redesign of a Culture (1995) (World Future Society best seller)
- And The World Will Be One (1997)
- The Best That Money Can’t Buy: Beyond Politics, Poverty & War (2002)

## Filmografia
- The Venus Project: The Redesign of a Culture (1994)
- Welcome To The Future (2001)
- Cities In The Sea (2002)
- Self-erecting Structures (2002)
- Future by Design (2006)
- Zeitgeist: Addendum (2008)
- Zeitgeist: Moving Forward (2011)
- The Choice is Ours (2015) Parts I & II (2015)